# KAMAZ Naberezjnye Tsjelny
KAMAZ Naberezjnye Tsjelny (Russisch: Футбольный клуб «КАМАЗ» Набережные Челны, Futbolni klub KAMAZ Naberezjnye Tsjelny) is een Russische voetbalclub uit de stad Naberezjnye Tsjelny, Tatarije.
De club werd in 1981 opgericht door de fabriek Kamaz en speelde in regionale competities tot 1988 toen de club in de Sovjet-competitie begon te spelen. KAMAZ speelde tot 1992 in de derde klasse. Daarna verbrokkelde het land en werden vele republieken onafhankelijk, doordat er veel concurrentie wegviel startte de club in de Centrumcompetitie van de nieuwe Russische eerste divisie (tweede klasse) en kon meteen promoveren naar de Premjer-Liga.
In het tweede seizoen werd de club zesde en mocht de club deelnemen aan de Intertoto cup. Daar werd het groepswinnaar en in de halve finale was het Franse EA Guingamp uiteindelijk te sterk. In 1997 degradeerde de club die in zware financiële moeilijkheden zat. Het volgende seizoen liep al even faliekant als het vorige af en de club degradeerde voor de tweede keer op rij.
Na vijf seizoenen promoveerde de club terug naar de tweede klasse en werd meteen vierde. Het volgende seizoen werd de club zelfs derde en miste net promotie. In 2006 en 2007 deed KAMAZ het één plaatsje slechter en werd beide keren vierde. In 2012 degradeerde de club.

## Divisies
| Divisie        | Jaren                                                             |
| -------------- | ----------------------------------------------------------------- |
| Premjer-Liga   | 1993, 1994 (6e), 1995, 1996, 1997                                 |
| Eerste divisie | 1992 (1e), 1998, 2004 (4e), 2005 (3e), 2006 (4e), 2007 (4e), 2008 |
| Tweede divisie | 1999, 2000, 2001, 2002, 2003                                      |

## Naamsveranderingen
- 1981-1987 Troed-PRZ Naberezjnye Tsjelny
- 1988-1989 Torpedo Naberezjnye Tsjelny
- 1990-1994 KAMAZ Naberezjnye Tsjelny
- 1995-2000 KAMAZ-Tsjally Naberezjnye Tsjelny
- 2001- KAMAZ Naberezjnye Tsjelny

## Kamaz in Europa
- Groep = groepsfase
- 1/2 = halve finale

| Seizoen | Competitie    | Ronde | Land               | Club              | Score    |
| ------- | ------------- | ----- | ------------------ | ----------------- | -------- |
| 1996    | Intertoto Cup | Groep | Vlag van Polen     | ŁKS Łódź          | 3-0      |
|         |               | Groep | Vlag van Tsjechië  | FC Kaučuk Opava   | 2-1      |
|         |               | Groep | Vlag van Bulgarije | Spartak Varna     | 2-2      |
|         |               | Groep | Vlag van Duitsland | TSV 1860 München  | 1-0      |
|         |               | 1/2   | Vlag van Frankrijk | En Avant Guingamp | 2-0, 0-4 |

## Bekende (oud-)spelers
- Micheil Dzjisjkariani
- Essau Kanyenda